# سان بابلو (كاليفورنيا)
سان بابلو (بالإنجليزية: San Pablo)‏ هي إحدى مدن مقاطعة كونترا كوستا، كاليفورنيا. تم إعطاءها لقب مدينة في 27 أبريل، 1948.

## التركيبة السكانية
حدّد مكتب تعداد الولايات المتحدة بيانات التركيبة السكانية لسان بابلو في تعداد الولايات المتحدة. في ما يلي، التركيبة السكانية حسب تعدادي 2000 و2010.

### تعداد عام 2000
بلغ عدد سكان سان بابلو 30,215 نسمة بحسب تعداد عام 2000، وبلغ عدد الأسر 9,051 أسرة وعدد العائلات 6,490 عائلة مقيمة في المدينة. في حين سجلت الكثافة السكانية 4,443.4 نسمة لكل كيلومتر مربع (11,508.4/ميل2). وبلغ عدد الوحدات السكنية 9,340 وحدة بمتوسط كثافة قدره 1,373.5 لكل كيلومتر مربع (3,557.3/ميل2).
وتوزع التركيب العرقي للمدينة بنسبة 31.62% من البيض و18.33% من الأمريكيين الأفارقة و0.90% من الأمريكيين الأصليين و16.37% من الأمريكيين ذوي الأصول الآسيوية و0.51% من سكان جزر المحيط الهادئ و25.44% من الأعراق الأخرى و6.83% من عرقين مختلطين أو أكثر و44.65% من الهسبانيون أو اللاتينيون من أي عرق.
بلغ عدد الأسر 9,051 أسرة كانت نسبة 50.5% منها لديها أطفال تحت سن الثامنة عشر تعيش معهم، وبلغت نسبة الأزواج القاطنين مع بعضهم البعض 44.5% من أصل المجموع الكلي للأسر، ونسبة 19.7% من الأسر كان لديها معيلات من الإناث دون وجود شريك، بينما كانت نسبة 7.5% من الأسر لديها معيلون من الذكور دون وجود شريكة وكانت نسبة 28.3% من غير العائلات. تألفت نسبة 22.5% من أصل جميع الأسر من عدة أفراد يعيشون في نفس المنزل ونسبة 8.1% كانت تتألف من شخص يعيش بمفرده يبلغ من العمر 65 عاماً أو أكثر. وبلغ متوسط حجم الأسرة المعيشية 3.29، أما متوسط حجم العائلات فبلغ 3.87.
بلغ العمر الوسطي للسكان 29.5 عاماً. وكانت نسبة 31.7% من القاطنين تحت سن الثامنة عشر، وكانت نسبة 10.9% بين الثامنة عشر والرابعة والعشرين عاماً، ونسبة 31.7% كانت واقعةً في الفئة العمرية ما بين الخامسة والعشرين والرابعة والأربعين عاماً، ونسبة 16.6% كانت ما بين الخامسة والأربعين والرابعة والستين، ونسبة 7.6% كانت ضمن فئة الخامسة والستين عاماً فما فوق. يوجد لكل 100 أنثى 97.5 ذكر، ويوجد لكل 100 أنثى في الثامنة عشر من عمرها فما فوق 94.5 ذكر.
بلغ متوسط دخل الأسرة في المدينة 37,184 دولارًا، أما متوسط دخل العائلة فبلغ 42,042 دولارًا. وكان متوسط دخل الذكور 31,599 دولارًا مقابل 28,140 دولارًا للإناث. وسجل دخل الفرد الخاص بالمدينة 14,303 دولارًا. وكانت نسبة 15.5% من العائلات ونسبة 18.1% من السكان تحت خط الفقر، وكان من هؤلاء نسبة 23.6% تحت سن الثامنة عشر ونسبة 11.5% في الخامسة والستين من العمر وما فوق.

### تعداد عام 2010
بلغ عدد سكان سان بابلو 29,139 نسمة بحسب تعداد عام 2010، وبلغ عدد الأسر 8,761 أسرة وعدد العائلات 6,358 عائلة مقيمة في المدينة. في حين سجلت الكثافة السكانية 4,285.1 نسمة لكل كيلومتر مربع (11,098.4/ميل2). وبلغ عدد الوحدات السكنية 9,571 وحدة بمتوسط كثافة قدره 1,407.5 لكل كيلومتر مربع (3,645.4/ميل2).
وتوزع التركيب العرقي للمدينة بنسبة 32.23% من البيض و15.79% من الأمريكيين الأفارقة و0.84% من الأمريكيين الأصليين و14.94% من الأمريكيين ذوي الأصول الآسيوية و0.59% من سكان جزر المحيط الهادئ و30.24% من الأعراق الأخرى و5.38% من عرقين مختلطين أو أكثر و56.49% من الهسبانيون أو اللاتينيون من أي عرق.
بلغ عدد الأسر 8,761 أسرة كانت نسبة 46.8% منها لديها أطفال تحت سن الثامنة عشر تعيش معهم، وبلغت نسبة الأزواج القاطنين مع بعضهم البعض 44.6% من أصل المجموع الكلي للأسر، ونسبة 19.6% من الأسر كان لديها معيلات من الإناث دون وجود شريك، بينما كانت نسبة 8.4% من الأسر لديها معيلون من الذكور دون وجود شريكة وكانت نسبة 27.4% من غير العائلات. تألفت نسبة 21.2% من أصل جميع الأسر من عدة أفراد يعيشون في نفس المنزل ونسبة 7.3% كانت تتألف من شخص يعيش بمفرده يبلغ من العمر 65 عاماً أو أكثر. وبلغ متوسط حجم الأسرة المعيشية 3.28، أما متوسط حجم العائلات فبلغ 3.83.
بلغ العمر الوسطي للسكان 31.6 عاماً. وكانت نسبة 28.3% من القاطنين تحت سن الثامنة عشر، وكانت نسبة 11.1% بين الثامنة عشر والرابعة والعشرين عاماً، ونسبة 30% كانت واقعةً في الفئة العمرية ما بين الخامسة والعشرين والرابعة والأربعين عاماً، ونسبة 21.8% كانت ما بين الخامسة والأربعين والرابعة والستين، ونسبة 8.8% كانت ضمن فئة الخامسة والستين عاماً فما فوق. وتوزع التركيب الجنسي للسكان بنسبة 49.7% ذكور و50.3% إناث.

## توأمة
لسان بابلو (كاليفورنيا) اتفاقيات توأمة مع:
- مانزانيلو

## أعلام
- راؤول روجاس
- توم دوزير
- روبرت إف. كولمان
- إدي ميلر